# Wasserkraftwerk Yarucaya
Das Wasserkraftwerk Yarucaya (span. Central Hidroeléctrica Yarucaya) befindet sich am Río Huaura im zentralen Westen von Peru, 112 km nördlich der Landeshauptstadt Lima. Das Kraftwerk liegt im Distrikt Sayán in der Provinz Huaura der Verwaltungsregion Lima. Das zwischen 2015 und 2017 realisierte Wasserkraftprojekt kostete 33 Mio. US-Dollar. Einen Kredit von 12 Mio. US-Dollar gewährte die Interamerikanischen Entwicklungsbank. Betreiber der Anlage ist Huaura Power Group S.A.

## Wasserkraftwerk
Das im Juli 2017 in Betrieb genommene Wasserkraftwerk befindet sich in der peruanischen Westkordillere 60 km von der Pazifikküste entfernt. Es liegt bei Flusskilometer 68 am linken Flussufer des Río Huaura. Das Wasserkraftwerk ist mit zwei Francis-Turbinen (Laufrad-Durchmesser: 900 mm) ausgestattet. Diese wurden von der österreichischen Firma Gugler Water Turbines GmbH geliefert. Die installierte Gesamtleistung beträgt 18 MW. Die geplante Jahresenergieproduktion liegt bei 130,7 GWh. Das Kraftwerk nutzt eine Netto-Fallhöhe von 168,9 m. Die Ausbauwassermenge beträgt pro Turbine 6 m³/s. Unterhalb des Kraftwerks wird das Wasser wieder dem Río Huaura zugeführt. Das Kraftwerk läuft im Modus eines Laufwasserkraftwerks. Die Energieproduktion soll während den niederschlagsarmen Monaten geringfügig von der während der Regenzeit abweichen.

## Wehr am Río Huaura
6 km oberstrom befindet sich ein Wehr (⊙) am Río Huaura. Unterhalb diesem befinden sich am linken Flussufer mehrere Absetzbecken. Anschließend gelangt das Wasser über eine unterirdische Rohrleitung zum Kraftwerk.